# Салисте, Йозеф
Йозеф Салисте (эст. Joseph Saliste; 10 апреля 1995, Таллин) — эстонский футболист, левый защитник клуба «Пайде». Выступал за национальную сборную Эстонии.

## Биография

### Клубная карьера
Воспитанник футбольной школы таллинской «Флоры», занимался футболом с восьми лет. Летом 2011 года дебютировал на взрослом уровне, проведя полсезона в клубе «Уорриор» (Валга) в первой лиге на правах аренды. С 2012 года выступал за «Флору-2», также в первой лиге, всего провёл за вторую команду около 100 матчей.
В основном составе «Флоры» дебютировал в высшем дивизионе 23 августа 2014 года в матче против «Пайде ЛМ», заменив на 91-й минуте Максима Гусева. С 2015 года регулярно играет в основном составе. 14 августа 2015 года забил свой первый гол в высшем дивизионе в ворота «Пярну ЛМ». В 2018 году достиг отметки в 100 матчей за клуб в чемпионатах страны. Неоднократный чемпион и призёр чемпионата Эстонии, обладатель Кубка и Суперкубка. В феврале 2019 года на правах аренды перешел в клуб «Нарва-Транс».
В 2020 году перешёл в «Пайде», в том же сезоне стал вице-чемпионом Эстонии, затем дважды (2021, 2024) завоёвывал бронзовые награды чемпионата, также стал обладателем Кубка Эстонии (2022) и Суперкубка страны (2023).

### Карьера в сборной
Выступал за юношескую (до 19 лет), молодёжную и олимпийскую сборные Эстонии.
В национальной сборной Эстонии дебютировал 19 ноября 2017 года в товарищеском матче против Фиджи. Всего во время турне сборной по странам Океании в ноябре 2017 года сыграл три матча. После семилетнего перерыва вернулся в сборную в ноябре 2024 года.

## Достижения
- Чемпион Эстонии: 2015, 2017.
- Обладатель Кубка Эстонии: 2016, 2019, 2022.
- Обладатель Суперкубка Эстонии: 2016, 2023.